# Linggong Sagoe
Linggong Sagoe is een bestuurslaag in het regentschap Pidie van de provincie Atjeh, Indonesië. Linggong Sagoe telt 667 inwoners (volkstelling 2010).